# Адемир да Сильва Сантос Жуниор
Адемир да Сильва Сантос Жуниор (порт.-браз. Ademir da Silva Santos Júnior; род. 16 февраля 1995, Сан-Паулу), более известен как Адемир (порт.-браз. Ademir) — бразильский футболист, нападающий клуба «Баия».

## Клубная карьера
Адемир — воспитанник клуба «Уберландия». В 2015 году игрок подписал свой первый профессиональный контракт с «Патросиненсе». В 2017 году он на правах аренды перешёл в «Насьональ» из Сан-Паулу. В 2018 году Адемир подписал контракт с «Америка Минейро». 28 мая в матче против «Сан-Паулу» он дебютировал в бразильской Серии A. 3 июня в поединке против «Атлетико Паранаэнсе» игрок забил свой первый гол за «Америка Минейро». В начале 2022 года Адемир подписал контракт с «Атлетико Минейро». 26 января в матче Лиги Минейро против «Вила-Нова» он дебютировал за основной состав. 2 февраля в поединке против «Уберландии» игрок забил свой первый гол за «Атлетико Минейро». В своём дебютном сезона он помог клубу завоевать Суперкубок Бразилии и выиграл Лигу Минейро.
В 2023 году Адемир перешёл в «Баию». Сумма трансфера составила 2,3 млн евро. 15 апреля в матче против «Ред Булл Брагантино» он дебютировал за новую команду. 13 мая в поединке против «Фламенго» игрок забил свой первый гол за «Баию».

## Достижения
Клубные
 «Атлетико Минейро»
- Победитель Лиги Минейро — 2022
- Обладатель Суперкубка Бразилии — 2022